# Élections municipales de 2009 dans la Capitale-Nationale
Les élections municipales québécoises de 2009 se déroulent le 1er novembre 2009. Elles permettent d'élire les maires et les conseillers de chacune des municipalités locales du Québec, ainsi que les préfets de quelques municipalités régionales de comté.

## Capitale-Nationale

### Baie-Saint-Paul
| Candidats pour la mairie       | Vote  | %    |
| ------------------------------ | ----- | ---- |
| Jean Fortin (Sortant)          | 1 875 | 53,2 |
| Pierre André Thomas            | 1 647 | 46,8 |
| Taux de participation : 59,4 % |       |      |

### Baie-Sainte-Catherine
| Candidats pour la mairie       | Vote | %    |
| ------------------------------ | ---- | ---- |
| Albert Boulianne (Sortant)     | 97   | 55,7 |
| Jacques Martin                 | 77   | 44,3 |
| Taux de participation : 81,6 % |      |      |

### Beaupré
| Partis                         | Partis               | Candidats pour la mairie | Vote | %    |
| ------------------------------ | -------------------- | ------------------------ | ---- | ---- |
|                                | L'Équipe Michel Paré | Michel Paré              | 663  | 51,9 |
|                                | Équipe Labonté       | Serge Labonté            | 614  | 48,1 |
| Taux de participation : 48,8 % |                      |                          |      |      |

### Boischatel
| Partis                         | Partis               | Candidats pour la mairie | Vote  | %    |
| ------------------------------ | -------------------- | ------------------------ | ----- | ---- |
|                                | Option Boischatel    | Yves Germain (Sortant)   | 1 766 | 79,9 |
|                                | Renouveau Boischatel | Serge Leblanc            | 445   | 20,1 |
| Taux de participation : 49,1 % |                      |                          |       |      |

### Cap-Santé
| Candidats pour la mairie       | Vote | %    |
| ------------------------------ | ---- | ---- |
| Jean-Yves Nobert               | 633  | 53,8 |
| Jeanne Noreau (Sortante)       | 544  | 46,2 |
| Taux de participation : 50,6 % |      |      |

### Château-Richer
| Partis                         | Partis                | Candidats pour la mairie     | Vote | %    |
| ------------------------------ | --------------------- | ---------------------------- | ---- | ---- |
|                                | Vision Château-Richer | Frédéric Dancause (Sortante) | 894  | 58,4 |
|                                | Indépendant           | Serge Verreault              | 637  | 41,6 |
| Taux de participation : 48,9 % |                       |                              |      |      |

### Clermont
| Candidats pour la mairie     | Vote            | %               |
| ---------------------------- | --------------- | --------------- |
| Jean-Pierre Gagnon (Sortant) | Sans opposition | Sans opposition |

### Deschambault-Grondines
| Candidats pour la mairie | Vote            | %               |
| ------------------------ | --------------- | --------------- |
| Gaston Arcand (Sortant)  | Sans opposition | Sans opposition |

### Fossambault-sur-le-Lac
| Partis | Partis             | Candidats pour la mairie | Vote            | %               |
| ------ | ------------------ | ------------------------ | --------------- | --------------- |
|        | L'équipe Laliberté | Jean Laliberté           | Sans opposition | Sans opposition |

### L'Ancienne-Lorette
| Partis                         | Partis                        | Candidats pour la mairie | Vote  | %    |
| ------------------------------ | ----------------------------- | ------------------------ | ----- | ---- |
|                                | Équipe Loranger               | Émile Loranger (Sortant) | 5 024 | 64,8 |
|                                | Démocratie L'Ancienne-Lorette | Daniel Dupuis            | 2 735 | 35,2 |
| Taux de participation : 59,8 % |                               |                          |       |      |

### L'Ange-Gardien
| Candidats pour la mairie       | Vote  | %    |
| ------------------------------ | ----- | ---- |
| Pierre Lefrançois (Sortant)    | 1 000 | 66,1 |
| Denis Laberge                  | 514   | 33,9 |
| Taux de participation : 57,9 % |       |      |

### L'Isle-aux-Coudres
| Candidats pour la mairie   | Vote            | %               |
| -------------------------- | --------------- | --------------- |
| Dominic Tremblay (Sortant) | Sans opposition | Sans opposition |

### La Malbaie
| Candidats pour la mairie       | Vote  | %    |
| ------------------------------ | ----- | ---- |
| Lise Lapointe                  | 2 393 | 54,2 |
| Rosaire Bertrand               | 2 023 | 45,8 |
| Taux de participation : 61,3 % |       |      |

### Lac-Beauport
| Partis                         | Partis                                | Candidats pour la mairie | Vote  | %    |
| ------------------------------ | ------------------------------------- | ------------------------ | ----- | ---- |
|                                | Équipe Beaulieu - Vision Lac-Beauport | Michel Beaulieu          | 1 429 | 56,7 |
|                                | Action Lac-Beauport                   | André Parent             | 1 090 | 43,3 |
| Taux de participation : 48,9 % |                                       |                          |       |      |

### Lac-Delage
| Candidats pour la mairie | Vote            | %               |
| ------------------------ | --------------- | --------------- |
| Marc Boiteau (Sortant)   | Sans opposition | Sans opposition |

### Lac-Saint-Joseph
| Candidats pour la mairie   | Vote            | %               |
| -------------------------- | --------------- | --------------- |
| O'Donnell Bédard (Sortant) | Sans opposition | Sans opposition |

### Lac-Sergent
| Candidats pour la mairie | Vote            | %               |
| ------------------------ | --------------- | --------------- |
| Denis Racine (Sortant)   | Sans opposition | Sans opposition |

### Les Éboulements
| Candidats pour la mairie       | Vote | %    |
| ------------------------------ | ---- | ---- |
| Bertrand Bouchard (Sortant)    | 486  | 59,0 |
| Antoine Deschênes              | 173  | 21,1 |
| Vital Gagnon                   | 165  | 20,0 |
| Taux de participation : 65,8 % |      |      |

### Neuville
| Candidats pour la mairie | Vote            | %               |
| ------------------------ | --------------- | --------------- |
| Bernard Gaudreau         | Sans opposition | Sans opposition |

### Notre-Dame-des-Monts
| Candidats pour la mairie       | Vote | %    |
| ------------------------------ | ---- | ---- |
| Jean-Claude Simard (Sortant)   | 295  | 51,0 |
| Florent Gaudreault             | 283  | 49,0 |
| Taux de participation : 91,4 % |      |      |

### Petite-Rivière-Saint-François
| Candidats pour la mairie       | Vote | %    |
| ------------------------------ | ---- | ---- |
| Gérald Maltais                 | 434  | 62,1 |
| Jean-Guy Bouchard (Sortant)    | 265  | 37,9 |
| Taux de participation : 68,2 % |      |      |

### Pont-Rouge
| Candidats pour la mairie | Vote            | %               |
| ------------------------ | --------------- | --------------- |
| Claude Bégin (Sortant)   | Sans opposition | Sans opposition |

### Portneuf
| Candidats pour la mairie       | Vote  | %    |
| ------------------------------ | ----- | ---- |
| Nelson Bédard                  | 1 144 | 84,6 |
| Jacques Chevalier              | 209   | 15,4 |
| Taux de participation : 52,2 % |       |      |

### Rivière-à-Pierre
| Candidats pour la mairie       | Vote | %    |
| ------------------------------ | ---- | ---- |
| Ghislaine Noreau (Sortante)    | 277  | 53,6 |
| Jean-Charles Voyer             | 224  | 43,3 |
| Danielle Cyr                   | 16   | 3,1  |
| Taux de participation : 72,8 % |      |      |

### Saint-Aimé-des-Lacs
| Candidats pour la mairie  | Vote            | %               |
| ------------------------- | --------------- | --------------- |
| Bernard Maltais (Sortant) | Sans opposition | Sans opposition |

### Saint-Alban
| Candidats pour la mairie | Vote            | %               |
| ------------------------ | --------------- | --------------- |
| Lynn Audet (Sortante)    | Sans opposition | Sans opposition |

### Saint-Augustin-de-Desmaures
| Partis                         | Partis                           | Candidats pour la mairie | Vote  | %    |
| ------------------------------ | -------------------------------- | ------------------------ | ----- | ---- |
|                                | Horizon Saint-Augustin (Sortant) | Marcel Corriveau         | 4 240 | 89,1 |
|                                | Indépendant                      | Mathieu Bérubé-Beaumont  | 521   | 10,9 |
| Taux de participation : 36,4 % |                                  |                          |       |      |

### Saint-Basile
| Candidats pour la mairie | Vote            | %               |
| ------------------------ | --------------- | --------------- |
| Jean Poirier (Sortant)   | Sans opposition | Sans opposition |

### Saint-Casimir
| Dominic Tessier Perry          | 597 | 82,5 |
| Réjean Langlois                | 127 | 17,5 |
| Taux de participation : 55,7 % |     |      |

### Saint-Ferréol-les-Neiges
| Germain Tremblay (Sortant)     | 783 | 54,9 |
| Jean-Guy Huot                  | 642 | 45,1 |
| Taux de participation : 53,9 % |     |      |

### Saint-François-de-l'Île-d'Orléans
| Lina Labbé                     | 169 | 39,5 |
| Yoland Dion (Sortant)          | 132 | 30,8 |
| Dominique Labbé                | 87  | 20,3 |
| Jacques Côté                   | 40  | 9,3  |
| Taux de participation : 79,7 % |     |      |

### Saint-Gabriel-de-Valcartier
| Candidats pour la mairie   | Vote            | %               |
| -------------------------- | --------------- | --------------- |
| Brent Montgomery (Sortant) | Sans opposition | Sans opposition |

### Saint-Gilbert
| Candidats pour la mairie | Vote            | %               |
| ------------------------ | --------------- | --------------- |
| Luc Gignac (Sortant)     | Sans opposition | Sans opposition |

### Saint-Hilarion
| Rosaire Lavoie                 | 330 | 52,5 |
| Renald Marier (Sortant)        | 247 | 39,3 |
| André Bergeron                 | 51  | 8,1  |
| Taux de participation : 65,2 % |     |      |

### Saint-Irénée
| Pierre Boudreault (Sortant)    | 259 | 54,9 |
| Robert Gauthier                | 173 | 36,7 |
| Jean-Pierre Thérien            | 40  | 8,5  |
| Taux de participation : 70,8 % |     |      |

### Saint-Jean-de-l'Île-d'Orléans
| Candidats pour la mairie      | Vote            | %               |
| ----------------------------- | --------------- | --------------- |
| Jean-Claude Pouliot (Sortant) | Sans opposition | Sans opposition |

### Saint-Joachim
| Partis | Partis        | Candidats pour la mairie | Vote            | %               |
| ------ | ------------- | ------------------------ | --------------- | --------------- |
|        | Équipe Dubeau | Marc Dubeau              | Sans opposition | Sans opposition |

### Saint-Laurent-de-l'Île-d'Orléans
| Candidats pour la mairie | Vote            | %               |
| ------------------------ | --------------- | --------------- |
| Yves Coulombe (Sortant)  | Sans opposition | Sans opposition |

### Saint-Léonard-de-Portneuf
| Candidats pour la mairie | Vote            | %               |
| ------------------------ | --------------- | --------------- |
| Denis Langlois (Sortant) | Sans opposition | Sans opposition |

### Saint-Marc-des-Carrières
| Candidats pour la mairie | Vote            | %               |
| ------------------------ | --------------- | --------------- |
| Guy Denis                | Sans opposition | Sans opposition |

### Saint-Pierre-de-l'Île-d'Orléans
| Candidats pour la mairie | Vote            | %               |
| ------------------------ | --------------- | --------------- |
| Jacques Trudel           | Sans opposition | Sans opposition |

### Saint-Siméon
| Sylvain Tremblay               | 484 | 59,4 |
| Jean-Guy Harvey                | 331 | 40,6 |
| Taux de participation : 67,7 % |     |      |

### Saint-Thuribe
| Candidats pour la mairie | Vote            | %               |
| ------------------------ | --------------- | --------------- |
| Richard Genest (Sortant) | Sans opposition | Sans opposition |

### Saint-Tite-des-Caps
| Candidats pour la mairie | Vote            | %               |
| ------------------------ | --------------- | --------------- |
| Pierre Dion (Sortant)    | Sans opposition | Sans opposition |

### Saint-Ubalde
| Pierre Saint-Germain           | 484 | 64,8 |
| Charles-André Dufresne         | 263 | 35,2 |
| Taux de participation : 57,1 % |     |      |

### Saint-Urbain
| Candidats pour la mairie | Vote            | %               |
| ------------------------ | --------------- | --------------- |
| Claudette Simard         | Sans opposition | Sans opposition |

### Sainte-Anne-de-Beaupré
| Partis | Partis                       | Candidats pour la mairie  | Vote            | %               |
| ------ | ---------------------------- | ------------------------- | --------------- | --------------- |
|        | Équipe la voix du changement | Jean-Luc Fortin (Sortant) | Sans opposition | Sans opposition |

### Sainte-Brigitte-de-Laval
| Partis                         | Partis                 | Candidats pour la mairie | Vote | %    |
| ------------------------------ | ---------------------- | ------------------------ | ---- | ---- |
|                                | Indépendant            | Gilbert Thomassin        | 792  | 46,3 |
|                                | Vision Sainte-Brigitte | Pierre Vallée (Sortant)  | 756  | 44,2 |
|                                | Indépendant            | Michel Duchesneau        | 163  | 9,5  |
| Taux de participation : 50,4 % |                        |                          |      |      |

### Sainte-Christine-d'Auvergne
| Candidats pour la mairie       | Vote | %    |
| ------------------------------ | ---- | ---- |
| Pierre Tourigny (Sortant)      | 195  | 57,5 |
| Raymond Francoeur              | 144  | 42,5 |
| Taux de participation : 59,5 % |      |      |

### Sainte-Famille
| Candidats pour la mairie       | Vote            | %               |
| ------------------------------ | --------------- | --------------- |
| Jean Pierre Turcotte (Sortant) | Sans opposition | Sans opposition |

### Sainte-Pétronille
| Harold Noël                    | 348 | 50,7 |
| Esther Charron                 | 201 | 29,3 |
| Therry Archambault             | 138 | 20,1 |
| Taux de participation : 77,0 % |     |      |

### Shannon
| Clive Kiley (Sortant)          | 952 | 81,4 |
| Louis Guay                     | 217 | 18,6 |
| Taux de participation : 40,4 % |     |      |

### Stoneham-et-Tewkesbury
| Partis                         | Partis                                        | Candidats pour la mairie         | Vote | %    |
| ------------------------------ | --------------------------------------------- | -------------------------------- | ---- | ---- |
|                                | Évolution Cantons-Unis - Équipe Robert Miller | Robert Miller                    | 984  | 44,7 |
|                                | Équipe Gaétane G. St-Laurent                  | Gaétane G. St-Laurent (Sortante) | 909  | 41,3 |
|                                | Indépendant                                   | Louis-Yves Poulin                | 306  | 13,9 |
| Taux de participation : 43,4 % |                                               |                                  |      |      |